# Hakodate
Hakodate (函館市, Hakodate-shi) és una ciutat portuària de la subprefectura d'Oshima, Hokkaido, al Japó. Està situada al centre de la península de Kameda. És la capital de la subprefectura d'Oshima. És la tercera ciutat més gran de Hokkaido, després de Sapporo i Asahikawa. Fou fundada el 1454. En el passat i fins al 1868 va ser la capital i ciutat més poblada de Hokkaido. També va ser la capital de la república d'Ezo.
El 2015 tenia una població estimada de 271.479 habitants.

## Geografia
Hakodate es troba al centre de la península de Kameda, una subpenínsula de la d'Oshima. Administrativament, Hakodate és la capital de la subprefectura d'Oshima. El municipi limita al nord amb el municipi de Nane, a l'oest amb Hokuto i al nord-est amb Shikabe.
La ciutat està dominada pel mont Hakodate, muntanya boscosa a la qual es pot accedir per camins de senderisme, telefèric o cotxe. Al terme municipal de Hakodate també es troba el mont E, el volcá més meridional de Hokkaido. Per Hakodate flueixen tres rius, el riu Kameda, el Matsukura i el Shiodomari.

### Clima
D'acord amb la classificació climàtica de Köppen, el clima de Hakodate és continental humid amb estius càlids i hiverns amb freqüent i intens torb. Hakodate té hiverns freds i amb neu i estius càlids i humids. Per l'altura de Hokkaido, els hiverns de Hakodate són freds, però molt menys que en altres parts de Hokkaido.
Hakodate té quatre estacions de l'any ben diferenciades. Durant tot l'any a Hakodate s'observa una substancial qüantitat de neu acumulada, existint una profunditat de 380 centimetres al còmput anual. La primavera usualment comença amb una poca de neu als carrers, però el clima es va tornant més càlid en avançar l'estació. Els estius són generalment càlids, però no calurosos, amb temperatures màximes al més més calent (agost) de 26 graus. La tardor és inicialment càlida, pero quan avança l'estació aquesta es va fent freda progressivament. No és estrany vore neu a les darreries de la tardor.

## Història
Hakodate fou en 1854 la primera ciutat del Japó amb un port obert als estrangers mercés el tractat de Kanagawa, convertint-se en el port més important al nord del Japó. A principis de l'era Meiji Hakodate va viure un dels episodis finals de la guerra Boshin: el 1869 uns lleials al shogunat Tokugawa van fundar a Hokkaido la república d'Ezo amb ajuda francesa i amb Hakodate de capital. El mateix any, les tropes imperials van vèncer als lleials al shogunat en la batalla de Hakodate i la batalla naval de Hakodate, possant així fi a la guerra Boshin. Tot i haver perdut l'estatus de capitalitat amb la fundació de Sapporo, Hakodate va romandre com la ciutat més gran i important de Hokkaido fins al gran incendi que assolà la ciutat el 1934. Durant la Segona Guerra Mundial la ciutat va patir diferents atacs aeris per part de les tropes aliades. L'1 de desembre de 2004 Hakodate va anexionar-se els municipis de Minamikayabe, Esan, Toi i Todohokke.

## Política

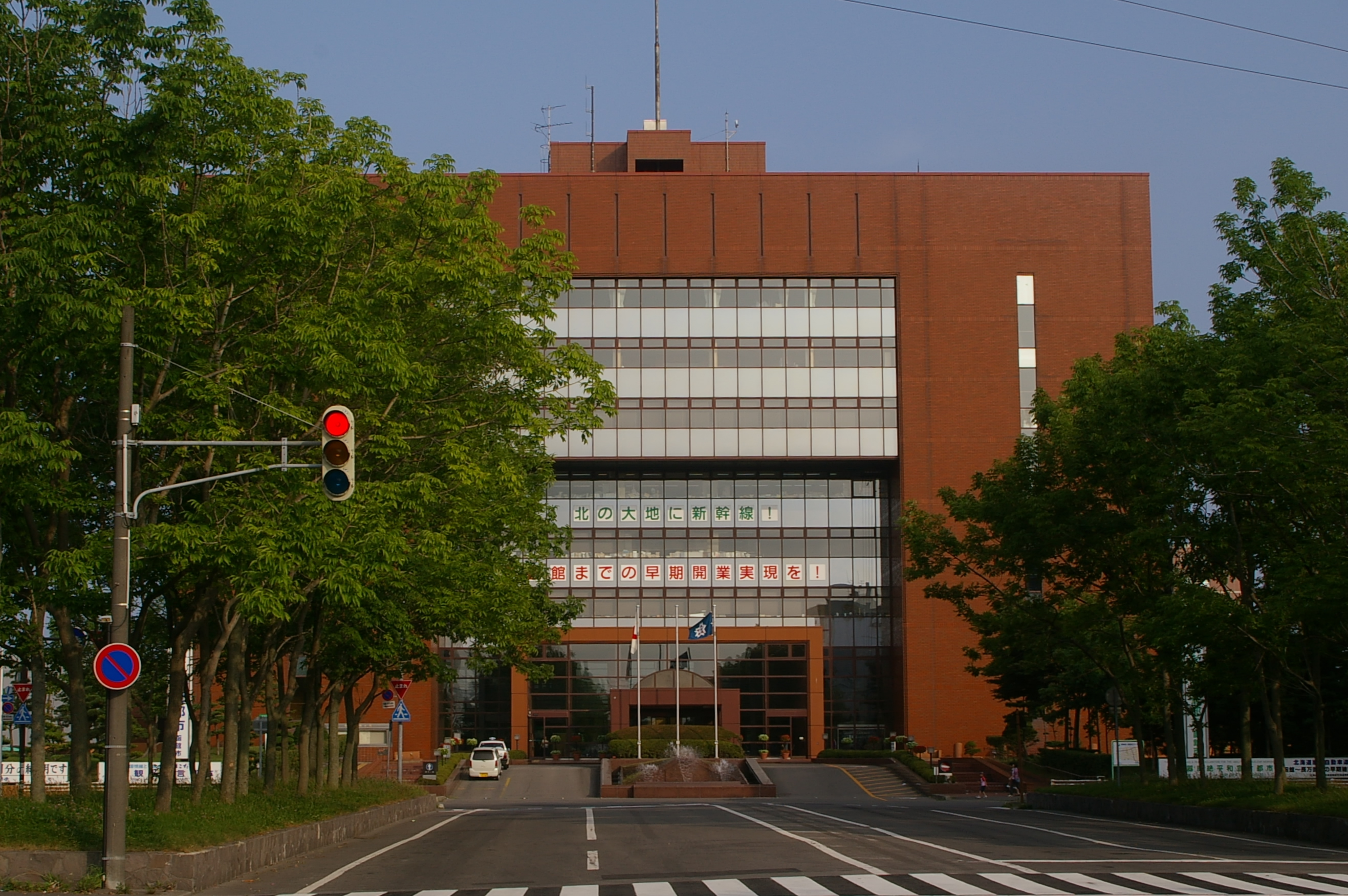
Edifici de l'ajuntament de Hakodate

### Assemblea municipal
La composició actual de l'assemblea municipal és aquesta:
| Partit | Partit                           | Partit | Regidors |
| ------ | -------------------------------- | ------ | -------- |
|        | Partit Liberal Democràtic        | PLD    | 9 / 27   |
|        | Partit Democràtic Constitucional | PDC    | 8 / 27   |
|        | Kōmeitō                          | KMT    | 4 / 27   |
|        | Partit Comunista del Japó        | PCJ    | 3 / 27   |
|        | Independents                     | Ind    | 3 / 27   |
|        | Escons vacants                   |        | 0 / 27   |

### Alcaldes
En aquesta taula només es reflecteixen els alcaldes democràtics, és a dir, des de l'any 1947.
| Període   | Alcalde           | Partit |
| --------- | ----------------- | ------ |
| 1947-1947 | Shinichi Sakamoto | Ind    |
| 1947-1955 | Tairoku Munetō    | Ind.   |
| 1955-1967 | Ichiji Yoshitani  | Ind.   |
| 1967-1983 | Yasushi Yano      | Ind.   |
| 1983-1986 | Akira Shibata     | Ind.   |
| 1986-1999 | Ryūichi Kidoura   | Ind.   |
| 1999-2007 | Hiroshi Inoue     | Ind.   |
| 2007-2011 | Masanori Nishio   | Ind.   |
| 2011-     | Toshiki Kudō      | Ind.   |

## Transport

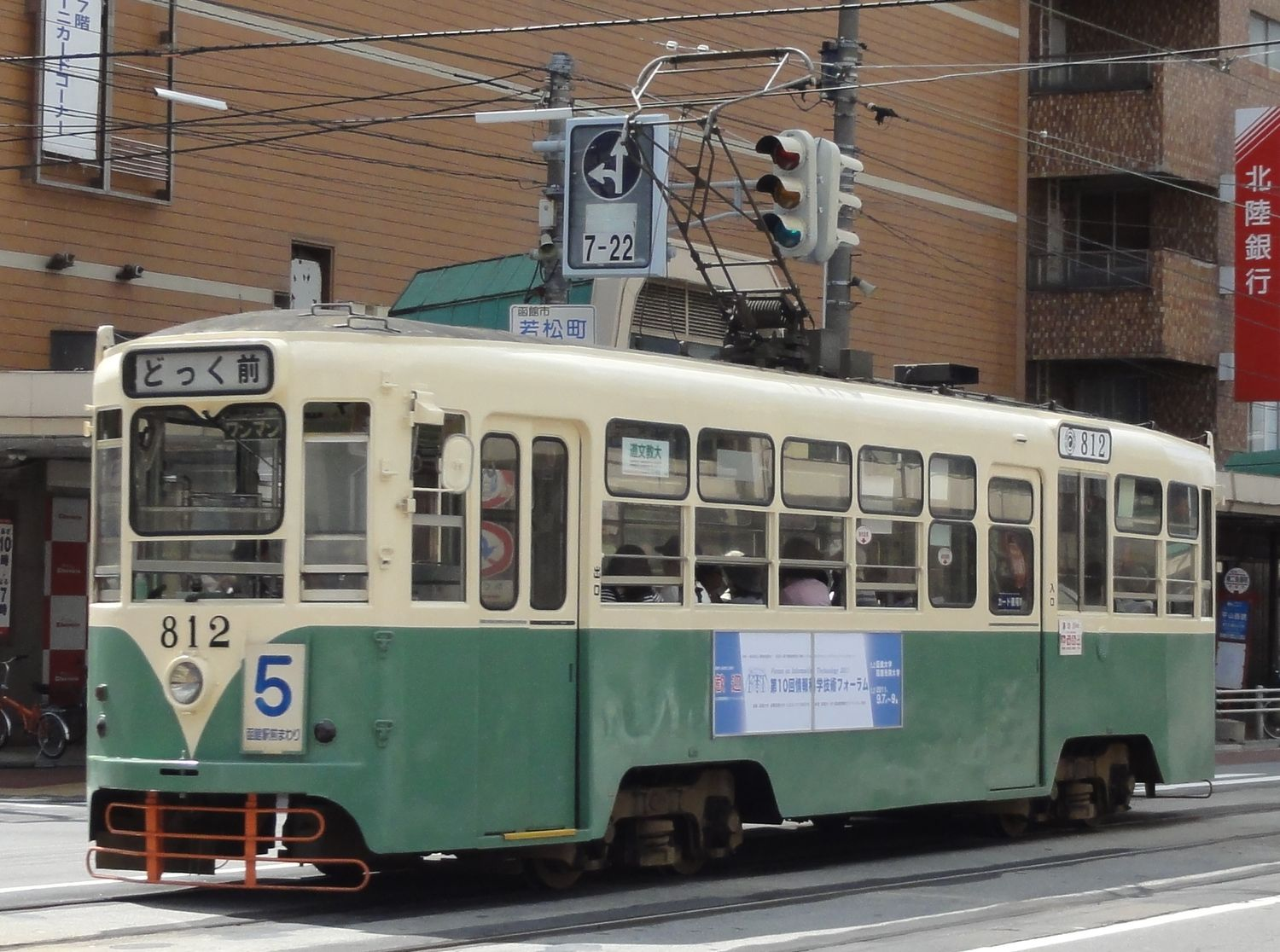
Tramvia de Hakodate

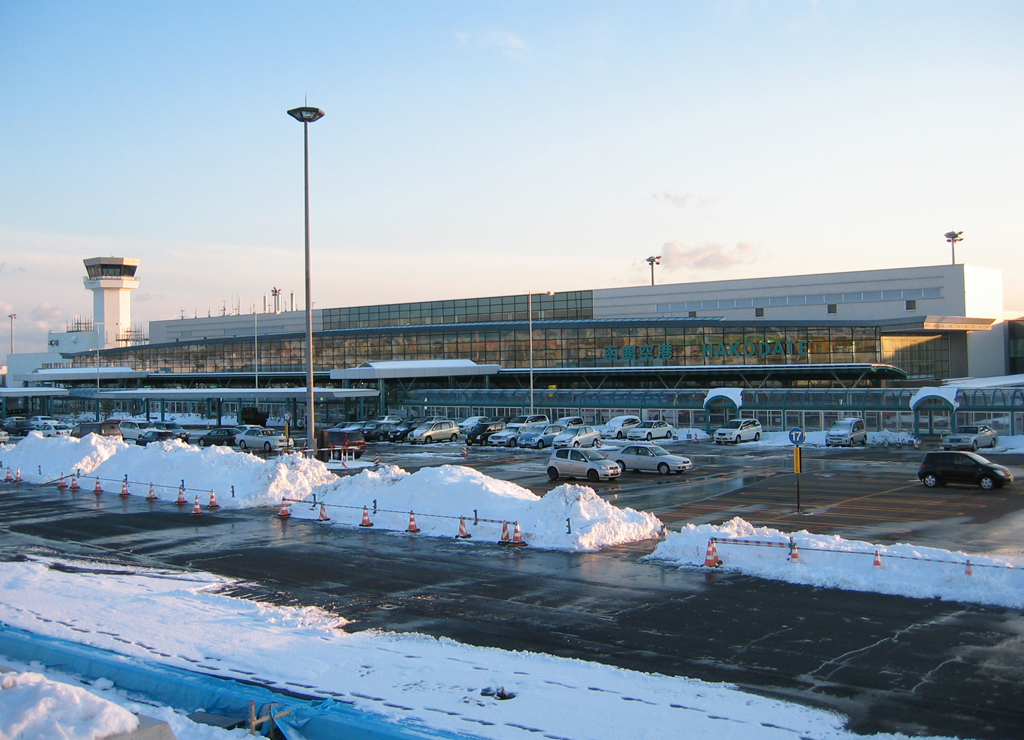
Aeroport de Hakodate.

### Ferrocarril
- Tramvia de Hakodate
- Companyia de Ferrocarrils d'Hokkaidō (JR Hokkaido)
  - Estació de Hakodate, Estació Goryōkaku i Estació de Kikyō
- Companyia de Ferrocarril del Sud de Hokkaidō
  - Estació Goryōkaku

### Aeri
- Aeroport de Hakodate

### Marítim
- Port de Hakodate